# Kamen iz južne Sakare
Kamen iz južne Sakare je pokrov sarkofaga staroegipčanske kraljice Ankenespepi, na katerem je seznam faraonov iz Šeste dinastije od Tetija, Userkareja, Pepija I. in Merenreja I. do zgodnjih let vladanja Pepija II., ki je bil verjetno avtor seznama. Kamen je nekakšen letopis, seznam dogodkov, ki so se zgodili vsako leto faraonovega vladanja. Kamen se je na žalost kasneje zgladil in uporabil za pokrov sarkofaga omenjene kraljice, s čimer se je večina dragocenih zapisov uničila.

## Odkritje
Kamen je leta 1932/1933 odkril Gustave Jéquier v najbolj zahodni skladiščni dvorani južne piramide kraljice Iput II. v piramidnem kompleksu Pepija II. v Sakari.

## Opis
Kamen iz južne Sakare je dolg 2,43 m, širok 0,92 m in debel 20 cm. Na obeh straneh je popisan, vendar je večina napisov izbrisana in nečitljiva. Na prednji strani je seznam dogodkov med vladavinami faraonov Tetija, Userkareja, Pepija I. in Merenreja, na zadnji strani pa druge polovice vladavine Merenreja in del vladavine Pepija II.

## Pomen
Kamen iz južne Sakare je pomemben zaradi seznama faraonov iz Šeste dinastije in podatkov o letnih in dvoletnih štetjih živine, ki potrjujejo podrobnosti v drugih virih, na primer na Torinskem seznamu kraljev, in arheologom omogočajo ocenjevanje dolžine njihovih vladavin. Michel Baud in Vasil Dobrev ocenjujeta, da je Teti vladal vsaj 12 let, Userkare 2–4 leta, Pepi I. 49–50 let, Merenre pa najmanj 11–13 let. Ocene temeljijo na velikosti vnosa za posamezno leto, velikosti letnih blokov in lokacijah štetij živine, na primer leta 18. in 25. štetja med vladanjem Pepija I. in leta po 2. štetju med vladanjem Merenreja.
Kamen se šteje za enega od najstarejših odkritih zgodovinskih dokumentov, ker ne omenja samo predhodnika vladajočega faraona, ampak vse dotedanje faraone iz Šeste dinastije, vključno z domnevnim uzurpatorjem Userkarejem.